# Eón (novela)
Eón es una novela de ciencia ficción dura del escritor estadounidense Greg Bear publicada en 1985.
Esta novela pertenece a la categoría informal de la ciencia ficción llamada Big dumb object, y al ser publicada durante la Guerra Fría, utiliza como argumento narrativo la inminencia y final ocurrencia de una guerra nuclear, entre los Estados Unidos y la URSS, al igual que muchos de los autores de la época.
Pertenece a la misma serie que Legado y Eternidad.

## Resumen de la trama
En las postrimerías del año 2000, la URSS y los Estados Unidos se encuentran al borde de una guerra total, después de unos años de tensa paz y habiendo ocurrido ya "la Pequeña Muerte", la cual fue un conato de guerra con algunas detonaciones nucleares. La causa de las tensiones renovadas es la llegada a la órbita terrestre de un misterioso objeto llamado "La Roca", y que resulta ser un kilométrico navío-asteroide ahuecado, conteniendo varias cámaras con restos de una cultura avanzada, así como tecnología desconocida. El asteroide es controlado por los Estados Unidos y la OTAN, dejando a un lado a la URSS, que se resiente por su relegación.
Una física teórica chicana llamada Patricia Luisa Vázquez es llevada al asteroide para intentar resolver el mayor enigma de La Roca: la última cámara del asteroide conecta con un pasillo de varios kilómetros de ancho, aparentemente sin final y de forma tubular, resultando que el asteroide es mayor en el interior que en el exterior.
En la trama se explica que el asteroide no es de manufactura extraterrestre, sino al parecer hecho por seres humanos del futuro, y que entre los restos arqueológicos de las ciudades abandonadas han encontrado registros históricos que hablan de una guerra nuclear en su futuro próximo. Por razones de seguridad esta información se comparte solo con unos cuantos (incluyendo a Patricia), mientras se oculta de la humanidad y de los equipos internacionales invitados a la Roca. El rol de Patricia es entonces descubrir si el asteroide viene verdaderamente de su futuro, y no de algún universo paralelo, teoría que es avalada por datos que demuestran que el misterioso corredor infinito es un puente a otros universos.
Pese a sus intentos para tratar de descubrir la verdad antes de la catástrofe, ésta llega cuando la URSS lanza un ataque al asteroide con la intención de apoderarse de él, resultando en represalias que escalan a una guerra nuclear total.
Los supervivientes soviéticos y estadounidenses del abordaje de la Roca se convierten de pronto en los únicos seres humanos que disponen de una tecnología avanzada, al destruirse literalmente sus países. Se convierte así lo que dicen los registros de la Roca en lo que algunos llaman una profecía autocumplida.
Pronto las actividades de los humanos del siglo XXI llaman la atención de los antiguos habitantes del asteroide, que no lo han abandonado sino simplemente emigrado a vivir dentro del universo artificial que ellos llaman "La Vía", y que es la sede de una avanzada civilización que comercia con gran cantidad de mundos en universos paralelos. Estos envían a un militar veterano llamado Olmy Ap Sennon, que presencia en directo lo que para él era historia antigua.
Gran parte de la novela se centra en las interacciones de los humanos de la posguerra nuclear con los que podrían ser sus lejanos descendientes, y cómo estos al final pueden venir a prestar la ayuda que la Tierra necesita para resurgir de sus cenizas, así como el descubrir las razones por las cuales la Roca apareció en el siglo XX.
- Datos: Q1055813